# غرانت باتي
غرانت باتي (بالإنجليزية: Grant Batty)‏ هو لاعب اتحاد الرغبي نيوزيلندي، ولد في 31 أغسطس 1951 في ماناواتو - وانجانوي في نيوزيلندا. فاز باتي بمسابقة النجوم النيوزيلندية لمدة ثلاث سنوات متتالية ، 1977-1979.

## وصلات خارجية
- غرانت باتي عل موقع إسبنسكروم (الإنجليزية)